# Lara Arruabarrena
Lara Arruabarrena Vecino (* 20. März 1992 in Tolosa) ist eine ehemalige spanische Tennisspielerin.

## Karriere
Arruabarrena, die im Alter von acht Jahren mit dem Tennissport begann, bevorzugt laut ITF-Profil Sandplätze. Ab 2007 trat sie auf ITF-Turnieren an.
Ihr größter Erfolg war der Titelgewinn 2012 beim WTA-Turnier von Bogotá, bei dem sie im Endspiel Alexandra Panowa in zwei Sätzen besiegte. Am 17. Februar 2013 konnte sie durch einen Zweisatzsieg über Catalina Castaño das WTA-Challenger-Turnier in Cali für sich entscheiden und damit auf der 2012 neu geschaffenen Challenger-Turnierserie ihren zweiten WTA-Titel feiern. Im Doppel gewann sie seit 2013 mit wechselnden Partnerinnen acht WTA-Titel. Im Februar 2015 erreichte sie mit Platz 28 ihre Bestmarke im Doppel-Ranking. 2015 gab sie ihr Debüt für die spanische Fed-Cup-Mannschaft. Inzwischen hat sie für das Team acht Partien bestritten, von denen sie drei gewinnen konnte.

## Turniersiege

### Einzel
| Nr. | Datum              | Turnier        | Kategorie         | Belag     | Finalgegnerin         | Ergebnis      |
| --- | ------------------ | -------------- | ----------------- | --------- | --------------------- | ------------- |
| 1.  | 6. Juli 2008       | Oviedo         | ITF $10.000       | Hartplatz | Hermon Brhane         | 7:62, 6:4     |
| 2.  | 26. April 2009     | Torrent        | ITF $10.000       | Sand      | Marta Marrero         | 6:2, 6:3      |
| 3.  | 20. September 2009 | Lleida         | ITF $10.000       | Sand      | Diana Enache          | 6:3, 5:7, 6:2 |
| 4.  | 25. Oktober 2009   | Sevilla        | ITF $10.000       | Sand      | Neda Kozić            | 6:1, 6:2      |
| 5.  | 9. Mai 2010        | Badalona       | ITF $10.000       | Sand      | Yevgeniya Kryvoruchko | 6:4, 6:3      |
| 6.  | 7. November 2010   | Mallorca       | ITF $10.000       | Sand      | Sandra Soler Sola     | 6:3, 6:3      |
| 7.  | 14. November 2010  | Mallorca       | ITF $10.000       | Sand      | Maria João Koehler    | 7:62, 6:3     |
| 8.  | 28. November 2010  | La Vall d’Uixó | ITF $10.000       | Sand      | Nanuli Pipiya         | 7:5, 7:66     |
| 9.  | 5. Dezember 2010   | Vinaròs        | ITF $10.000       | Sand      | Cristina Dinu         | 6:2, 6:0      |
| 10. | 13. Februar 2011   | Mallorca       | ITF $10.000       | Sand      | Conny Perrin          | 6:1, 6:2      |
| 11. | 13. März 2011      | Madrid         | ITF $10.000       | Sand      | Leticia Costas        | 6:4, 6:2      |
| 12. | 19. Februar 2012   | Bogotá         | WTA International | Sand      | Alexandra Panowa      | 6:2, 7:5      |
| 13. | 17. Februar 2013   | Cali           | WTA Challenger    | Sand      | Catalina Castaño      | 6:3, 6:2      |
| 14. | 17. August 2014    | Bogotá         | ITF $100.000+H    | Sand      | Johanna Larsson       | 6:1, 6:3      |
| 15. | 25. September 2016 | Seoul          | WTA International | Hartplatz | Monica Niculescu      | 6:0, 2:6, 6:0 |

### Doppel
| Nr. | Datum              | Turnier            | Kategorie         | Belag     | Partnerin               | Finalgegnerinnen                          | Ergebnis           |
| --- | ------------------ | ------------------ | ----------------- | --------- | ----------------------- | ----------------------------------------- | ------------------ |
| 1.  | 5. September 2009  | Mollerussa         | ITF $10.000       | Hartplatz | Carla Roset Franco      | Tatiana Búa Inés Ferrer Suárez            | 6:3, 2:6, [10:6]   |
| 2.  | 28. November 2009  | La Vall d’Uixó     | ITF $10.000       | Sand      | Amanda Carreras         | Yera Campos-Molina Sandra Soler Sola      | 6:4, 3:6, [10:9]   |
| 3.  | 3. Juli 2010       | Mont-de-Marsan     | ITF $25.000       | Sand      | Inés Ferrer Suárez      | Nadija Kitschenok Constance Sibille       | 6:3, 6:1           |
| 4.  | 9. Oktober 2010    | Madrid             | ITF $50.000       | Sand      | María Teresa Torró Flor | Irina-Camelia Begu Elena Bogdan           | 6:4, 7:5           |
| 5.  | 6. November 2010   | Mallorca           | ITF $10.000       | Sand      | Inés Ferrer Suárez      | Maria João Koehler Avgusta Tsybysheva     | 7:5, 6:2           |
| 6.  | 10. September 2011 | Biella             | ITF $100.000      | Sand      | Jekaterina Iwanowa      | Janette Husárová Renata Voráčová          | 6:3, 0:6, [10:3]   |
| 7.  | 22. Oktober 2011   | Sevilla            | ITF $25.000       | Sand      | Estrella Cabeza Candela | Leticia Costas Inés Ferrer Suárez         | 6:4, 6:4           |
| 8.  | 14. April 2013     | Katowice           | WTA International | Sand      | Lourdes Domínguez Lino  | Raluca Olaru Walerija Solowjowa           | 6:4, 7:5           |
| 9.  | 13. April 2014     | Bogotá             | WTA International | Sand      | Caroline Garcia         | Vania King Chanelle Scheepers             | 7:65, 6:4          |
| 10. | 16. August 2014    | Bogotá             | ITF $100.000+H    | Sand      | Florencia Molinero      | Melanie Klaffner Patricia Mayr-Achleitner | 6:2, 6:0           |
| 11. | 20. September 2014 | Seoul              | WTA International | Hartplatz | Irina-Camelia Begu      | Mona Barthel Mandy Minella                | 6:3, 6:3           |
| 12. | 28. Februar 2015   | Acapulco           | WTA International | Hartplatz | María Teresa Torró Flor | Andrea Hlaváčková Lucie Hradecká          | 7:62, 5:7, [13:11] |
| 13. | 27. September 2015 | Seoul              | WTA International | Hartplatz | Andreja Klepač          | Kiki Bertens Johanna Larsson              | 2:6, 6:3, [10:6]   |
| 14. | 17. April 2016     | Bogotá             | WTA International | Sand      | Tatjana Maria           | Gabriela Cé Andrea Gámiz                  | 6:2, 4:6, [10:8]   |
| 15. | 17. Juli 2016      | Gstaad             | WTA International | Sand      | Xenia Knoll             | Annika Beck Jewgenija Rodina              | 6:1, 3:6, [10:8]   |
| 16. | 3. August 2019     | Karlsruhe          | WTA Challenger    | Sand      | Renata Voráčová         | Han Xinyun Yuan Yue                       | 6:72, 6:4, [10:4]  |
| 17. | 22. September 2019 | Seoul              | WTA 250           | Hartplatz | Tatjana Maria           | Hayley Carter Luisa Stefani               | 7:67, 3:6, [10:7]  |
| 18. | 12. Oktober 2019   | Riba-roja de Túria | ITF $25.000       | Sand      | Sara Errani             | Marie Benoît Ioana Loredana Roșca         | 3:6, 6:4, [10:8]   |

## Abschneiden bei Grand-Slam-Turnieren

### Einzel
| Turnier         | 2012 | 2013 | 2014 | 2015 | 2016 | 2017 | 2018 | 2019 | Bilanz | Karriere |
| --------------- | ---- | ---- | ---- | ---- | ---- | ---- | ---- | ---- | ------ | -------- |
| Australian Open | Q1   | 1    | 1    | 2    | 2    | 1    | 2    | 1    | 3:7    | 2        |
| French Open     | 1    | —    | Q1   | 1    | 1    | 1    | 2    | —    | 1:5    | 2        |
| Wimbledon       | Q3   | 1    | Q1   | 2    | 2    | 1    | 2    | —    | 3:5    | 2        |
| US Open         | 2    | 1    | Q3   | 1    | 1    | 1    | 2    | —    | 2:6    | 2        |

### Doppel
| Turnier         | 2012 | 2013 | 2014 | 2015 | 2016 | 2017 | 2018 | 2019 | 2020 | Bilanz | Karriere |
| --------------- | ---- | ---- | ---- | ---- | ---- | ---- | ---- | ---- | ---- | ------ | -------- |
| Australian Open | —    | 1    | —    | 2    | 1    | 1    | 2    | 1    | AF   | 4:7    | AF       |
| French Open     | —    | —    | —    | —    | 1    | 1    | VF   | —    | 1    | 3:4    | VF       |
| Wimbledon       | Q1   | 1    | Q1   | 2    | 1    | 2    | 2    | —    |      | 3:5    | 2        |
| US Open         | —    | —    | —    | VF   | 2    | 2    | —    | 1    |      | 5:4    | VF       |